# العلاقات الليبيرية النيجيرية
العلاقات الليبيرية النيجيرية هي العلاقات الثنائية التي تجمع بين ليبيريا ونيجيريا.

## مقارنة بين البلدين
هذه مقارنة عامة ومرجعية للدولتين:
| وجه المقارنة                                              | ليبيريا      | نيجيريا                     |
| --------------------------------------------------------- | ------------ | --------------------------- |
| المساحة (كم2)                                             | 111.37 ألف   | 923.77 ألف                  |
| عدد السكان (نسمة)                                         | 4.73 مليون   | 190.89 مليون                |
| الكثافة السكانية (ن./كم²)                                 | 42.47        | 206.64                      |
| العاصمة                                                   | مونروفيا     | أبوجا، لاغوس                |
| اللغة الرسمية                                             | لغة إنجليزية | لغة إنجليزية، اللغة اليوربا |
| العملة                                                    | دولار ليبيري | نيرة نيجيرية                |
| الناتج المحلي الإجمالي (بليون دولار)                      | 2.16 مليار   | 375.77 مليار                |
| الناتج المحلي الإجمالي (تعادل القوة الشرائية) بليون دولار | 3.76 مليار   | 1.09 تريليون                |
| الناتج المحلي الإجمالي الاسمي للفرد دولار أمريكي          | 455          | 2.64 ألف                    |
| الناتج المحلي الإجمالي للفرد دولار أمريكي                 | 842          | 5.91 ألف                    |
| مؤشر التنمية البشرية                                      | 0.430        | 0.514                       |
| رمز المكالمات الدولي                                      | +231         | +234                        |
| رمز الإنترنت                                              | .lr          | .ng                         |
| المنطقة الزمنية                                           | 00           | ت ع م+01:00                 |

## منظمات دولية مشتركة
يشترك البلدان في عضوية مجموعة من المنظمات الدولية، منها:
| علم المنظمة | اسم المنظمة                                 | تاريخ انضمام ليبيريا | تاريخ انضمام نيجيريا |
| ----------- | ------------------------------------------- | -------------------- | -------------------- |
|             | مؤسسة التنمية الدولية                       | 28 مارس 1962         | 14 نوفمبر 1961       |
|             | البنك الإفريقي للتنمية                      | ?                    | ?                    |
|             | مؤسسة التمويل الدولية                       | 28 مارس 1962         | 30 مارس 1961         |
|             | منظمة حظر الأسلحة الكيميائية                | ?                    | ?                    |
|             | الأمم المتحدة                               | 2 نوفمبر 1945        | 7 أكتوبر 1960        |
|             | الاتحاد الدولي للاتصالات                    | 10 أكتوبر 1927       | 11 أبريل 1961        |
|             | منظمة الشرطة الجنائية الدولية               | ?                    | ?                    |
|             | البنك الدولي للإنشاء والتعمير               | 28 مارس 1962         | 30 مارس 1961         |
|             | الاتحاد البريدي العالمي                     | ?                    | ?                    |
|             | المركز الدولي لتسوية المنازعات الاستشارية   | 16 يوليو 1970        | 14 أكتوبر 1966       |
|             | وكالة ضمان الاستثمار متعدد الأطراف          | 12 أبريل 2007        | 12 أبريل 1988        |
|             | مجموعة دول أفريقيا والكاريبي والمحيط الهادئ | ?                    | ?                    |
|             | الاتحاد الأفريقي                            | ?                    | ?                    |
|             | يونسكو                                      | 6 مارس 1947          | 14 نوفمبر 1960       |

## أعلام
هذه قائمة لبعض الشخصيات التي تربطها علاقات بالبلدين:
- سيكو أوليسيه (لاعب كرة قدم ليبيري، 5 يونيو 1990[19] – )

## وصلات خارجية
- موقع وزارة الخارجية الليبيرية
- موقع وزارة الخارجية النيجيرية